# Кенесаринський сільський округ
Кенесари́нський сільський округ (каз. Кенесары ауылдық округі, рос. Кенесаринский сельский округ) — адміністративна одиниця у складі Бурабайського району Акмолинської області Казахстану. Адміністративний центр — село Кенесари.
Населення — 2018 осіб (2021; 2383 у 2009, 3047 у 1999, 3951 у 1989).
Станом на 1989 рік існували Александровська сільська рада (село Александровка, селища Роз'їзд 17, Роз'їзд 19) та Вороновська сільська рада (села Брусиловка, Вороновка). 2013 року ліквідовано селища Роз'їзд 17 та Роз'їзд 19.

## Склад
До складу округу входять такі населені пункти:
| Населений пункт                | Колишні назви | Населення, осіб (1989) | Населення, осіб (1999) | Населення, осіб (2009) | Населення, осіб (2021) |
| ------------------------------ | ------------- | ---------------------- | ---------------------- | ---------------------- | ---------------------- |
| Баянбай, село                  | Вороновка     | 1000                   | 946                    | 600                    | 466                    |
| Брусиловка, село               | -             | 303                    | 210                    | 133                    | 93                     |
| Кенесари, село                 | Александровка | 2592                   | 1829                   | 1598                   | 1447                   |
| --Роз'їзд 17, станційне селище | -             | 28                     | 30                     | 28                     | 1                      |
| --Роз'їзд 19, станційне селище | -             | 28                     | 32                     | 24                     | 11                     |